# Шерсть

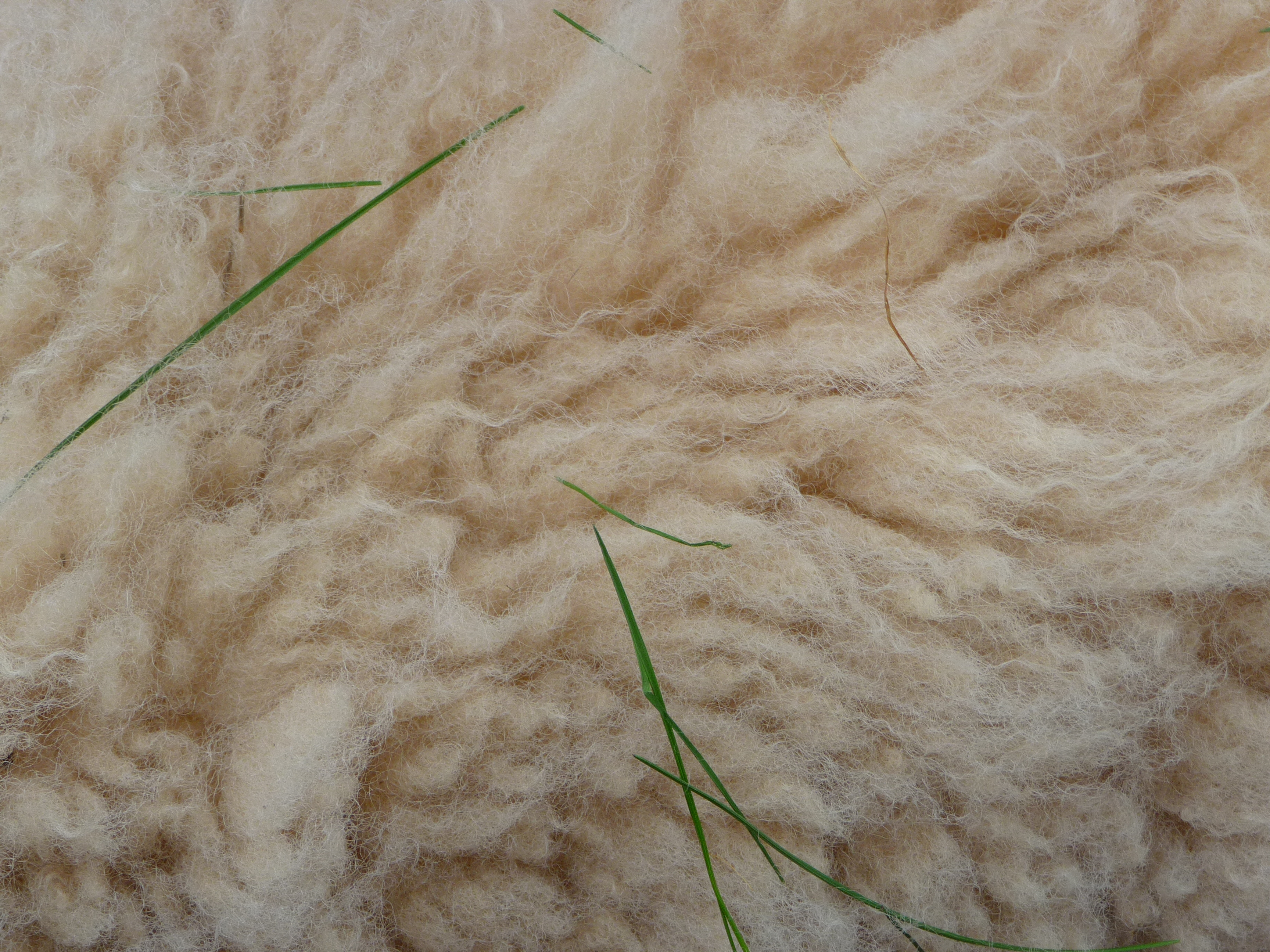
Шерсть

Шерсть — волосяний покрив тіла ссавців (за винятком людини).
Густий волосяний покрив деяких ссавців (переважно овець, кіз тощо), що використовується як сировина в текстильній промисловості, зазвичай називають вовною.
Волосяний покрив родин куницевих і зайцеподібних, а також деяких видів гризунів та псових зазвичай називають хутром.